# Liste du patrimoine culturel immatériel de l'humanité au Belize
Cet article recense les pratiques inscrites au patrimoine culturel immatériel au Belize.

## Statistiques
Le Belize ratifie la convention pour la sauvegarde du patrimoine culturel immatériel le 4 décembre 2007. La première pratique protégée est inscrite en 2008.
En 2016, Le Belize compte 1 élément inscrit au patrimoine culturel immatériel, sur la liste représentative.

## Listes

### Liste représentative
L'élément suivant est inscrit sur la liste représentative du patrimoine culturel immatériel de l'humanité.
| Élément                                        | Type | Subdivision | Année | Lien  | Notes                                                  | Illus. |
| ---------------------------------------------- | --- | ----------- | ----- | ----- | ------------------------------------------------------ | ------ |
| La langue, la danse et la musique des Garifuna | traditions et expressions orales, y compris la langue comme vecteur du patrimoine culturel immatériel arts du spectacle |             | 2008  | 00258 | Partagé avec le Guatemala, le Honduras et le Nicaragua |        |

### Patrimoine immatériel nécessitant une sauvegarde urgente
Le Belize ne compte aucun élément listé sur la liste du patrimoine immatériel nécessitant une sauvegarde urgente.

### Registre des meilleures pratiques de sauvegarde
Le Belize ne compte aucune pratique listée au registre des meilleures pratiques de sauvegarde.